# Sinan Oğan
Sinan Oğan (ur. 1 września 1967 w Iğdırze) – turecki polityk, deputowany, kandydat w wyborach prezydenckich w 2023.

## Życiorys
Absolwent zarządzania przedsiębiorstwem na Uniwersytecie Marmara w Stambule, ukończył studia magisterskie z bankowości na tej samej uczelni. Doktoryzował się w Moskiewskim Państwowym Instytucie Stosunków Międzynarodowych. Pracował na macierzystej uczelni, a także jako wykładowca i prodziekan na azerskim uniwersytecie ekonomicznym (Azərbaycan Dövlət İqtisad Universiteti) w Baku. Był też przedstawicielem tureckiej agencji rozwojowej TİKA w Azerbejdżanie. W 2004 założył i został prezesem instytutu analitycznego TÜRKSAM.
Działał w nacjonalistycznej Partii Narodowego Działania (MHP). Z jej ramienia w 2011 uzyskał mandat posła do Wielkiego Zgromadzenia Narodowego Turcji 24. kadencji, który wykonywał do 2015. W tym samym roku został wykluczony z partii, powrócił do niej jednak na skutek orzeczenia sądowego. Ubiegał się o przywództwo w MHP, w 2017 po raz drugi usunięto go z tego ugrupowania. W 2023 wystartował w wyborach prezydenckich, zajmując w pierwszej turze trzecie miejsce z wynikiem około 5,2% głosów. Przed drugą turą poparł Recepa Tayyipa Erdoğana, późniejszego zwycięzcę tych wyborów.